# Liste internationaler Umweltabkommen
Die Liste internationaler Umweltabkommen erfasst bi- und multilaterale völkerrechtliche Verträge, welche dem Schutz der Umwelt oder Natur dienen (siehe Internationales Umweltabkommen).
Die jeweilige Auswirkung und Bedeutung der einzelnen Verträge variiert dabei stark. Des Weiteren kann der Umweltschutz bei manchen Verträgen anderen Zielen neben- oder sogar untergeordnet sein. Trotzdem können auch solche Verträge bedeutende Auswirkungen auf Belange des Umwelt- und Naturschutzes haben. Beispiele hierfür sind der Antarktisvertrag oder das UN-Seerechtsübereinkommen.
Internationale Umweltabkommen werden häufig unter dem Dach der Vereinten Nationen geschlossen.
Die von der Internationalen Union zur Bewahrung der Natur (IUCN), der Welternährungsorganisation (FAO) und dem Umweltprogramm der Vereinten Nationen ins Leben gerufene Datenbank Ecolex verzeichnet, Stand April 2020, etwa 2000 internationale Umweltverträge